# Groupe de NGC 4065
Le groupe de NGC 4065 est un trio de galaxies situé dans la constellation de la Chevelure de Bérénice. La distance moyenne entre ce groupe et la Voie lactée est d'environ 99,4 Mpc (∼324 millions d'al). 

## Membres
Le tableau ci-dessous liste les trois galaxies du groupe indiquées dans l'article d'Abraham Mahtessian paru en 1998.
| Nom      | Class. | Type       | α (J2000.0)   | δ (J2000.0) | Vitesse radiale (km/s) | m    | Distance (Mpc) | Diamètre (kal) |
| -------- | ------ | ---------- | ------------- | ----------- | ---------------------- | ---- | -------------- | -------------- |
| NGC 4065 | E      | Elliptique | 12h 04m 06.2s | 20° 14′ 06″ | 6314 ± 2               | 12,6 | 97,9 ± 6,9     | 116            |
| NGC 4076 | Sa     | Spirale    | 12h 04m 32.5s | 20° 12′ 18″ | 6204 ± 2               | 13,5 | 96,2 ± 6,7     | 111            |
| NGC 4092 | Sa     | Spirale    | 12h 05m 50.1s | 20° 28′ 37″ | 6740 ± 3               | 13,3 | 104,1 ± 7,3    | 116            |

Le site DeepskyLog permet de trouver aisément les constellations des galaxies mentionnées dans ce tableau ou si elles ne s'y trouvent pas, l'outil du site constellation permet de le faire à l'aide des coordonnées de la galaxie. Sauf indication contraire, les données proviennent du site NASA/IPAC.